# Proprioseiopsis pentagonus
Proprioseiopsis pentagonus är en spindeldjursart som först beskrevs av Wu och Lan 1995.  Proprioseiopsis pentagonus ingår i släktet Proprioseiopsis och familjen Phytoseiidae. Inga underarter finns listade i Catalogue of Life.